# Есмихан Султан
Вижте пояснителната страница за други личности с името Есмихан Султан.
Есмихан Султан е османска принцеса, дъщеря на султан Селим II (1566 – 1574) и жена на великия везир Мехмед паша - Соколлу (1565 – 1579).
Османската принцеса е свързана с историята на българското селище Бобошево. В османски регистър от 1573 г. Бобошево се споменава, като частно владение, мюлк, на Есмихан Султан, дъщеря на султан Селим II и жена на великия везир Мехмед паша – Соколлу. Всъщност това е подробен описен дефтер за Кюстендилския санджак от 1570 г. В него се казва, че селата Бобошево и Илковци се дават като мюлк на „Нейно величество Есмихан Султан", като населението се освобождава от плащането на някои данъци и повинности, а също така и от събирането на момчета за еничари. В тези селища се забранява и достъпът на държавни чиновници. Дефтерът за тази година регистрира в Бобошево 330 домакинства и споменава плащането на пазарна такса, което показва, че там е имало тържище.
Надарено с такива важни привилегии, населението не било обезпокоявано от никого и продължило да живее и се развива сравнително свободно, както и по-рано. Неслучайно през 15 – 17 век в Бобошево и района са съградени множество църкви, от които са запазени църквите „Свети Илия“, „Свети Димитър" и „Свети Атанасий" в Бобошево и „Света Петка“ и „Свети Никола“ в съседното село Вуково. След 1839 г. обаче, всички привилегии на отделни християнски селища били премахнати: от фермана на султан Абдул Азис (1861 – 76) от 25.08.1861 г. се вижда, че Бобошево се облага с данъци, от които дотогава е било освободено.